# Кабрас
Ка́брас (итал. Cabras) — коммуна в Италии, расположена в области Сардиния, подчиняется административному центру Ористано.
Население составляет 8889 человек (на 2004 г.), плотность населения составляет 86,16 чел./км². Занимает площадь 102,18 км². Почтовый индекс — 9072. Телефонный код — 0783.
Покровительницей коммуны почитается Пресвятая Богородица. Праздник ежегодно празднуется 24 мая.